# Independence, Missouri
Independence là thành phố lớn thứ tư trong tiểu bang Missouri, nằm trong các quận Jackson (chủ yếu) và Clay. Thành phố là một phần của vùng đô thị Kansas City. Thành phố có dân số 121.212 thời điểm năm 2008, và là thành phố lớn thứ 201 tại Hoa Kỳ. Independence là quận lỵ của quận Jackson,6 và được mệnh danh là "Queen City of the Trails" vì đây là điểm xuất phát của các đường mòn California, Oregon và Santa Fe.